# Natthaphon Wisetchat
Natthaphon Wisetchat (thailändisch ณัฐพล วิเศษชาติ, * 28. März 1997 in Udon Thani) ist ein thailändischer Fußballspieler.

## Karriere
Natthaphon Wisetchat bis Anfang März 2020 beim Nongbua Pitchaya FC unter Vertrag. Die erste Mannschaft spielte in der zweiten Liga, die U23-Mannschaft in der vierten Liga. Hier spielte Nongbua in der North/Eastern Region. Anfang März 2020 wechselte er nach bis Saisonende zum UD Nonghan FC, dem heutigen Udon United FC. Der Verein aus Udon Thani spielte ebenfalls in North/Eastern Region der vierten Liga. Nach zwei Spieltagen der Saison 2020 wurde die Liga wegen der COVID-19-Pandemie unterbrochen. Während der Unterbrechung wurde vom thailändischen Verband beschlossen, dass nach Wiederaufnahme des Spielbetriebs die vierte und die dritte Liga zusammengelegt werden. Die dritte Liga wurde in sechs Regionen aufgeteilt. Hier trat der Verein ebenfalls in der North/Eastern Region an. Am Ende der Saison wurde er mit dem Verein Meister der Region. In den Aufstiegsspielen zur zweiten Liga konnte man sich nicht durchsetzen. Zu Beginn der Saison 2021/22 wechselte er zum Zweitligisten Lampang FC. Sein Zweitligadebüt für den Verein aus Lampang gab Natthaphon Wisetchat am 14. November 2021 (13. Spieltag) im Heimspiel gegen den Chiangmai FC. Hier stand er in der Startelf und wurde nach der Halbzeitpause gegen Jakkrit Songma ausgewechselt. Lampang gewann das Spiel durch ein Tor von Tebnimit Buransri mit 1:0. Für Lampang bestritt er zwei Zweitligaspiele. Zu Beginn der Saison 2022/23 wechselte er zu seinem ehemaligen Verein Udon United FC.

## Erfolge
UD Nonghan FC/Udon United FC
- Thai League 3 – North/East: 2020/21